# Nils Edén
Nils Edén (25 tháng 8 năm 1871 – 16 tháng 6 năm 1945) là nhà sử học, chính trị gia tự do người Thụy Điển, và là Thủ tướng Thụy Điển 1917–1920, và cùng với Hjalmar Branting được công nhận là người xây dựng Thụy Điển quá độ từ Quân chủ tuyệt đối sang Dân chủ nghị viện với quyền bỏ phiếu công bằng giữa nam và nữ.